# Estadio Nacional Sultán Hassanal Bolkiah
El Estadio Nacional Sultán Hassanal Bolkiah (en malayo: Stadium Negara Sultan Hassanal Bolkiah) es un estadio de usos múltiples localizado en la ciudad de Bandar Seri Begawan, la capital del país asiático de Brunéi. Actualmente se utiliza sobre todo para los partidos de fútbol. El estadio tiene capacidad para hasta 30.000 espectadores y fue inaugurado en 1984. 
Inusualmente para un edificio público en Brunéi, los miembros del público en general donaron dinero y contribuyeron a la construcción del estadio.

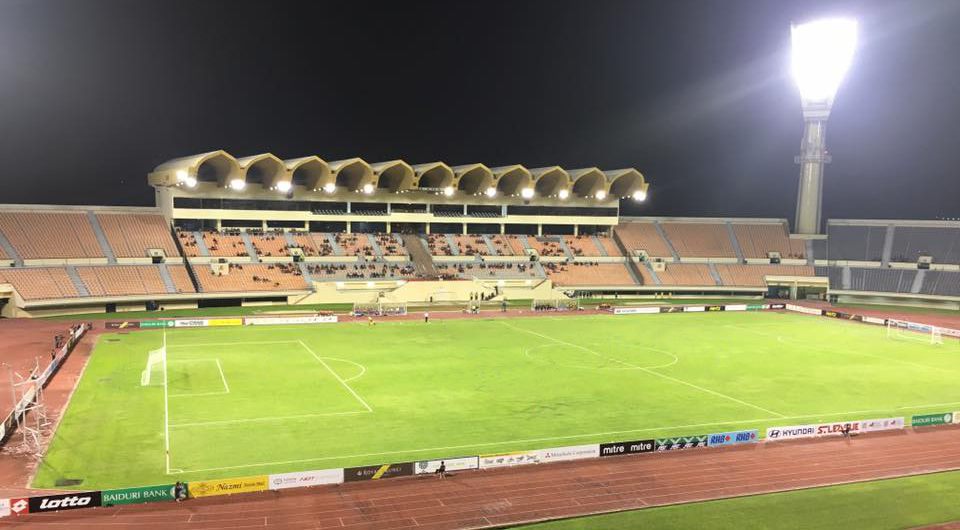